# Eugnosta multifasciana
Eugnosta multifasciana es una especie de polilla de la tribu Cochylini, familia Tortricidae.
Fue descrita científicamente por Kennel en 1899.

## Distribución
Se encuentra en Asia Central (Montañas Alai y Turkestan).